# 안트라닐
안트라닐(영어: anthranil) 또는 2,1-벤즈아이소옥사졸(영어: 2,1-benzisoxazole)은 벤젠 고리와 아이소옥사졸 고리가 융합된 두 개의 고리 구조를 특징으로 하는 분자식이 C7H5NO인 유기 화합물이다. 안트라닐은 보다 일반적인 화합물인 벤즈옥사졸 및 벤즈아이소옥사졸의 이성질체이며, 산소 원자는 3번 위치에 있다. 이러한 배열은 교차 공액에 의해 분자의 방향족성을 파괴하여 3가지의 주요 이성질체들 중 가장 불안정하게 만든다.

## 같이 보기
- 안트라닐산
- 벤즈옥사졸
- 벤즈아이소옥사졸